# Пролећна песма
Пролећна песма је  српски филм из 2021. године у режији и по сценарију Наталије Аврамовић.

## Радња
Петра је млада редитељка, самохрана мајка, која покушава да нормализује свој живот после развода. Спрема се да сними филм о песникињи Десанки Максимовић. Очева смрт узбурка у њој осећања којих није била свесна. Бива позвана на прославу 15 година матуре.  Пошто се веже за Вука, њен живот постаје ролеркостер.  После венчања пријатељице, док лежи гола на песку,  Петра пролази кроз катарзу.  Ослобађа се бола и лептир, који је прати кроз читав филм, одлази.  Савест јој је ослобођена, спремна је да рашири крила

## Улоге
| Глумац                  | Улога |
| ----------------------- | ----- |
| Михаела Стаменковић     |       |
| Иван Ђорђевић           |       |
| Милан Колак             |       |
| Даница Максимовић       |       |
| Светозар Цветковић      |       |
| Ана Мандић              |       |
| Ђорђе Ђоковић           |       |
| Гаврило Аврамовић       |       |
| Наталија Аврамовић      |       |
| Бубакар Сиди Диало      |       |
| Рада Ђуричин            |       |
| Бранислав Јевтић        |       |
| Душко Јовановић         |       |
| Ана Колбианова          |       |
| Даница Крљар            |       |
| Вук Милановић           |       |
| Владан Милић            |       |
| Радован Миљанић         |       |
| Милош Миловановић       |       |
| Емилија Несторовић      |       |
| Петар Новаковић         |       |
| Александра Пауновић     |       |
| Миодраг Пејковић        |       |
| Марина Перић Стојановић |       |
| Миа Радовановић         |       |
| Миломир Ракић           |       |
| Албин Салиховић         |       |
| Елена Спировски         |       |
| Богдан Срејовић         |       |
| Душан Станикић          |       |
| Лука Стоисављевић       |       |
| Соња Стојаковић         |       |
| Драгана Суџук           |       |
| Лора Суџук              |       |
| Мина Суџук              |       |
| Драгослав Танасковић    |       |
| Ивана Терзић            |       |
| Радован Вујовић         |       |
| Душица Вуковић          |       |

## Награде
- Трећа награда за сценарио и награда новинарског жирија и критике на 45 фестивалу филмског сценарија у Врњачкој Бањи.[1]